# Врбник
45°05′ пн. ш. 14°40′ сх. д. / 45.08° пн. ш. 14.66° сх. д.
Врбник (хорв. Vrbnik) – місто на острові Крк в Хорватії, за 6 км від міста Крк. Належить до Приморсько-Ґоранської жупанії.

## Історія
На території міста археологи виявили значну кількість залишків і пам'яток грецької доби. На початку І століття острів завоювали римляни.
Хорвати заселили острів у кінці VI – на початку VII століття. У письмових джерелах місто вперше згадується разом із Добринем в одній із найстаріших відомих писемних пам'яток хорватського глаголичного письма – Дарній грамоті "славного Драгослава" 1100 року.
Врбник з 1118 року потрапив під венеційське керування, хоча ще до 1480 року островом править князь Крк.
1362 року Врбник отримав Врбницький статут, писаний хорватською мовою глаголичним письмом. Статут є одним з найраніших подібних хорватських документів і належить до пам'яток хорватської писемності та літератури.
Після падіння Венеційської республіки переходить під владу Габсбурзької монархії.

## Географія
Врбник розташований на східному боці острова Крк, на висоті 49 м над рівнем моря.
Сусідні міста: Добринь (на північ), Крк (на захід), Пунат і Башка (на південь). На сході Врбник виходить до Винодольського каналу.

## Населення
Населення громади за даними перепису 2011 року становило 1 260 осіб. Населення самого поселення становило 948 осіб.
Динаміка чисельності населення громади:
Динаміка чисельності населення центру громади:

## Населені пункти
Крім поселення Врбник, до громади також входять: 
- Гариця
- Кампелє
- Рисика

## Клімат
Середня річна температура становить 13,47°C, середня максимальна – 25,76°C, а середня мінімальна – 1,73°C. Середня річна кількість опадів – 1236 мм.
| Клімат поселення                              | Клімат поселення | Клімат поселення | Клімат поселення | Клімат поселення | Клімат поселення | Клімат поселення | Клімат поселення | Клімат поселення | Клімат поселення | Клімат поселення | Клімат поселення | Клімат поселення | Клімат поселення |
| Показник                                      | Січ.             | Лют.             | Бер.             | Квіт.            | Трав.            | Черв.            | Лип.             | Серп.            | Вер.             | Жовт.            | Лист.            | Груд.            |                  |
| Середній максимум, °C                         | 9,24             | 9,28             | 11,60            | 15,26            | 20,24            | 24,07            | 25,66            | 25,76            | 21,26            | 16,76            | 12,04            | 9,39             |                  |
| Середня температура, °C                       | 5,49             | 5,53             | 7,84             | 11,52            | 16,48            | 20,32            | 22,90            | 23,02            | 18,52            | 14,02            | 9,31             | 6,64             |                  |
| Середній мінімум, °C                          | 1,73             | 1,77             | 4,09             | 7,75             | 12,73            | 16,57            | 20,17            | 20,27            | 15,78            | 11,27            | 6,57             | 3,91             |                  |
| Норма опадів, мм                              | 97               | 82               | 84               | 88               | 84               | 93               | 55               | 76               | 137              | 158              | 158              | 124              |                  |
| Середньомісячна швидкість вітру, м/с          | 3.09             | 3.23             | 3.25             | 3.04             | 2.75             | 2.61             | 2.59             | 2.62             | 2.75             | 3.02             | 3.38             | 3.35             |                  |
| Середньомісячна сонячна радіація, кДж/м²·день | 4506             | 7299             | 10635            | 15185            | 19591            | 21209            | 22749            | 19632            | 14302            | 9256             | 4947             | 3806             |                  |
| --------------------------------------------- | ---------------- | ---------------- | ---------------- | ---------------- | ---------------- | ---------------- | ---------------- | ---------------- | ---------------- | ---------------- | ---------------- | ---------------- | ---------------- |
| Джерело:                                      |                  |                  |                  |                  |                  |                  |                  |                  |                  |                  |                  |                  |                  |